# Cuba va
Cuba va es una canción de los cantautores cubanos Pablo Milanés, Noel Nicola y Silvio Rodríguez compuesta para el documental homónimo del director Félix Green.
La canción corresponde a la época del Grupo de Experimentación Sonora del ICAIC, siendo grabada en el año 1971, y destaca por utilizar una sonoridad rock, poco frecuente en los cantautores de esa época. Los arreglos son de Leo Brower y las guitarras eléctricas de Pablo Menéndez. Para grabar la canción tuvieron que hacer frente a una serie de dificultades técnicas debido a la falta de materiales, así, Eduardo Ramos hubo de sustituir las cuerdas de su bajo eléctrico, que se habían roto, por cables telefónicos que le presó un trabajador del ICAIC.
Fue editada en 1971 en el recopilatorio Cuba va! Songs of the new generation of revolutionary Cuba, editado en EE. UU., en Cuba va, ritmo combatiente ese mismo año en Uruguay y Argentina, y en el recopilatorio Grupo de Experimentación Sonora/ICAIC 4, editado en Cuba en 1975.

## Otras versiones
En 1972, el cantautor chileno Ángel Parra, hijo de Violeta Parra, lanzó una versión de esta canción en su sencillo Cuba va / Vamos subiendo la cuesta (1972), que luego apareció en su álbum del mismo año, Antología de la canción revolucionaria, vol. 1.